# 968

سنة 968 كانت سنة كبيسة تبدأ يوم الأربعاء (سوف يظهر الرابط التقويم الكامل للعام) حسب التقويم اليولياني.

## مواليد
- رومانوس الثالث أرغيروس
- شاعر السنة

## وفيات
- أبو المسك كافور
- أبو فراس الحمداني
- أبو الحسن الزندوردي